# Larry Flynt Publications
Larry Flynt Publications, или LFP, Inc. — компания в сфере секс-индустрии, основанная Ларри Флинтом в 1976 году, через два года после того, как Флинт начал издавать журнал Hustler. LFP изначально должна была служить материнской компанией для этого журнала.

## Журнал Hustler
В марте 1972 года Флинт создал Hustler Newsletter — 4-страничное чёрно-белое издание с информацией о его стрип-клубах сети Hustler Club. Оно стало настолько популярно среди его клиентов, что к маю 1972 года он расширил Hustler Newsletter до 16 страниц, а в августе 1973 года — до 32 страниц. В результате нефтяного кризиса 1973 года в США начался экономический спад; клиенты Hustler Club уменьшили свои расходы, и Флинту, чтобы не обанкротиться, пришлось искать дополнительное финансирование для выплаты долгов. Он решил превратить Hustler Newsletter в общенациональный журнал откровенно сексуального характера. Он оплатил начальные затраты на выпуск нового журнала, используя налоги с продаж, собранные в клубах. В июле 1974 г. вышел в свет первый номер журнала Hustler. Хотя первые несколько выпусков остались незамеченными, в течение года журнал стал приносить большую прибыль, и Флинт смог выплатить свои долги по налогам. Первый год журнал боролся с различными трудностями, отчасти из-за того, что многие дистрибьюторы и оптовые торговцы отказались распространять его, поскольку его фотографии становились всё более откровенными. Он был ориентирован на мужчин из рабочего класса и имел пиковый тираж около 3 миллионов экземпляров (сейчас (2020) тираж ниже 500 тыс. экземпляров). В ноябре 1974 года Hustler опубликовал первые «розовые снимки» (фотографии влагалищ). Флинту приходилось бороться за публикацию каждого номера, поскольку многие, включая его дистрибьюторскую компанию, сочли журнал слишком откровенным и пригрозили изъять его с рынка. Вскоре после этого к Флинту обратился папарацци, который сфотографировал обнажённую бывшую первую леди Жаклин Кеннеди Онассис, когда она загорала на отдыхе в 1971 году. Он купил их за 18 000 долларов и опубликовал в августовском номере 1975 года. Этот выпуск привлёк всеобщее внимание, и за несколько дней было продано миллион экземпляров.

## Другие журналы
После 1976 года компания Larry Flynt Publications начала издавать другие порнографические журналы, а также не-эротические издания. Среди других порножурналов были:
- Hustler’s Taboo, специализирующийся на фетишистских материалах, таких как изображение сексуального рабства и уролагнии
- Barely Legal[англ.], в основном софткорный журнал, посвящённый моделям от 18 до 23 лет.
- Hustler XXX, более хардкорный журнал
- Hustler Beaver Hunt[англ.], в котором печатались любительские фотографии, присланные читателями
- Hustler’s Leg World
- Asian Fever[англ.], специализировавшийся на азиатских моделях
- Hustler’s Chic[англ.], основанный в 1976 году, был ориентирован на более высококлассную аудиторию, чем Hustler
- Hustler’s Busty Beauties — это софткор-журнал, который специализируется на фотографиях женщин с очень большой грудью

Когда в конце 1990-х годов продажи мужских журналов упали, LFP расширила производство порновидео через свою дочернюю компанию Hustler Video и начала продвижение на рынок мейнстримового издательства. В результате расширения компания переместила свою штаб-квартиру на бульвар Уилшир в Беверли-Хиллз, Калифорния, где она остаётся и по сей день. В 1988 году она приобрела Darkroom Photography (позже известную как Camera & Darkroom Photography) и запустила серию специализированных журналов, таких как PC Laptop Computers и Maternity Fashion & Beauty.
Журнал Rip был музыкальным журналом, освещавшим хэви-метал. Это был первый не-порнографический журнал производства LFP. Его редактором был Лонн Френд, который ранее редактировал Hustler и Chic. Среди его авторов были рок-журналисты Джуди Видер, Мик Уолл и Энди Сешер.
Компания также опубликовала 14 выпусков журнала TurboPlay, выходившего раз в два месяца (июнь/июль 1990 — август/сентябрь 1992), посвящённого аппаратному и программному обеспечению TurboGrafx-16 и TG-CD. Это было побочным проектом Video Games & Computer Entertainment (VG&CE), популярного многоплатформенного журнала об играх конца 1980-х — начала 1990-х годов. Каждый выпуск TurboPlay состоял из 32 страниц, а годовая подписка стоила 9,95 долларов. LFP опубликовала три выпуска журнала DUOWORLD, также выходившего раз в два месяца (июль/август 1993 — ноябрь/декабрь 1993), прежде чем он был закрыт. DuoWorld был очень похож по формату на TurboPlay, но с упором на недавно выпущенную консоль TurboDuo (в частности, TurboMail и TurboNews превратились в DuoMail и DuoNews соответственно).
Tips & Tricks (позднее Tips & Tricks Codebook) — журнал о видеоиграх, издававшийся LFP. На протяжении большей части своего существования издание было посвящено почти исключительно стратегиям и чит-кодам для популярных видеоигр. Он начался как побочный проект журнала VideoGames, который в свою очередь отделился от VideoGames & Computer Entertainment. VG&CE и VideoGames, как и Tips & Tricks, издавались LFP после покупки ANALOG Computing, ST-LOG и других компьютерных журналов у издателей Майкла ДеЧенеса и Ли Паппаса в конце 1980-х годов.
С приближением XXI века продажи журналов начали снижаться. В совокупности ежемесячный тираж 31 журнала компании составлял от 2,5 до 3 миллионов экземпляров. Это не шло ни в какое сравнение с 1970-ми годами, когда один только Hustler продавался таким тиражом каждый месяц. Из-за этого LFP сосредоточился на конвертации своих журналов и видеоигр, таких как Hustler, Barely Legal, Busty Beauties, Beaver Hunt и Asian Fever, в прибыльные веб-сайты.
К 1998 году, примерный годовой объём продаж LFP составлял 135 млн долларов. Выпускалось 51 112 периодических изданий и 7812 фильмов и/или видеокассет.

## Hustler Video
Hustler Video — порнографическая киностудия, принадлежащая LFP. В 2003 году Hustler Video купила компанию VCA Pictures, которая является отдельным брендом внутри конгломерата LFP. Hustler Video выпустила несколько самых продаваемых и отмеченных наградами фильмов, таких как Snoop Dogg's Doggystyle, Snoop Dogg's Hustlaz: Diary of a Pimp and Who’s Nailin’ Paylin?. В 2010 году, когда Фонд помощи в области СПИДа подал жалобу на группу Hustler Video за то, что она не требовала от актёров использовать презервативы и тем самым способствовала распространению ВИЧ, Майкл Х. Кляйн, президент LFP, ответил, что компания не откажется от съемки подобных фильмов.

## Hustler Club
Hustler Club — сеть стриптиз-клубов. В 1968 году Флинт открыл первый клуб Hustler Club с полуодетыми девушками. Первый Hustler Club в Дейтоне быстро превратился в сеть клубов с тем же названием в Цинциннати, Коламбусе, Кливленде, Толедо и Акроне. К началу 1970 года у него было восемь клубов и 300 сотрудников. В 1974 году, когда прибыль журнала Hustler намного превысила прибыль клубов Hustler Club, Флинт решил уйти из клубного бизнеса и заняться исключительно издательством. Почти 30 лет название Hustler Club не использовалось. В начале 2000-х LFP начала лицензировать название Hustler Club для новых клубов по всей стране. В настоящее время клубы Hustler Club есть в 6 штатах США и 3 других странах.